# Бадер, Пауль
Пауль Ба́дер (нем. Paul Bader; 20 июля 1883, Лар, Фрайбург — 28 февраля 1971, Эммендинген) — германский военный деятель, генерал артиллерии.

## Биография
1 октября 1903 года поступил фанен-юнкером в 66-й полевой артиллерийский полк. 21 мая 1906 года произведён в лейтенанты.
С 1 апреля 1910 года — адъютант 1-го дивизиона своего полка, с октября 1912 года — адъютант 80-го полевого артиллерийского полка. Участник Первой мировой войны. С 12 ноября 1915 года — адъютант 39-й артиллерийской бригады. За боевые отличия награждён Железным крестом 1-го и 2-го класса, Рыцарским крестом 2-го класса вюртембергского ордена Фридриха с мечами, Рыцарским крестом 2-го класса баденского ордена Церингенского Льва с дубовыми листьями и мечами; с 18 апреля 1915 года — капитан.
В апреле-октябре 1919 года командир добровольческой батареи 66-го артиллерийского полка. После демобилизации армии оставлен в рейхсвере, командовал батареей.
1 октября 1928 года переведён в Имперское военное министерство, а с 1 февраля 1931 года — в штаб 6-го артиллерийского полка, с 1 июня 1931 года командир его дивизиона. 1 апреля 1933 года назначен командиром 5-го артиллерийского полка. С 1 октября 1934 года назначен командиром артиллерийского полка «Людвигсбург». В 1935 году назначен командующим 1-го артиллерийского военного округа. 1 апреля 1937 года получил в командование 2-ю пехотную дивизию, которая 12 октября была реорганизована во 2-ю мотопехотную. В составе 21 корпуса 4-й армии группы армий «Север» участвовал в Польской кампании, а в составе танковой группы фон Клейста — во Французской кампании.
С 1 октября 1940 года — командир 3-й пехотной дивизии. С 25 мая 1941 года — начальник LXI высшего командования. С 11 декабря 1941 года — командующий частями вермахта в Сербии, руководил операциями по борьбе с партизанским движением. 29 января 1943 года награждён Золотым Германским крестом. 25 августа 1943 года назначен командиром 21 горно-стрелкового корпуса, действовавшего в том же регионе. 10 октября 1943 года заменён Феном и зачислен в резерв, а 31 марта 1944 года ушел в отставку.

## Награды
- Железный крест (1914) 2-го и 1-го класса (Королевство Пруссия)
- Орден Фридриха рыцарский крест 1-го класса с мечами (Королевство Вюртемберг)
- Орден Церингенского льва рыцарский крест 2-го класса с мечами и дубовыми листьями (Великое герцогство Баден)
- Ганзейский крест Гамбурга
- Почётный крест ветерана войны с мечами (1934)
- Пряжка к Железному кресту (1939) 2-го и 1-го класса
- Немецкий крест в золоте (29 января 1943)